# 강심배당체
강심배당체(强心配糖體, 영어: cardiac glycoside) 또는 심장 글리코사이드 또는 심글리코사이드는 세포의 나트륨-칼륨-ATP가수분해효소 펌프에 작용하여 심장의 출력을 증가시키고 수축 속도를 증가시키는 일종의 유기 화합물이다. 의학적으로 울혈성 심부전 또는 울혈성 심장기능상실(congestive heart failure) 및 심장 부정맥의 치료법에 효과를 보인다. 그러나 독성으로 인해 널리 사용되는 데에 제한이 있다. 디기탈리스 식물과 같은 몇몇 식물에서 2차 대사산물로 가장 흔히 발견되는 이들 화합물은 심장 세포 기능과 관련하여 다양한 생화학적 효과를 가지고 있으며 암 치료에도 사용하도록 제안되었다.

## 같이 보기
- 글리코사이드 결합